# Рос-Велком

Протока Рос-Велком

Рос-Ве́лком (англ. Roes-Welcome) — протока в Північному Льодовитому океані, омиває береги Канади.
Протока знаходиться між материком Північна Америка на заході та островом Саутгемптон на сході.
На півдні протока відкривається в Гудзонову затоку, на півночі переходить в затоку Репульс на північному заході та протоку Фроузен на північному сході.
Довжина протоки становить 290 км, ширина від 24 км на півночі до 113 км — на півдні.
Названа на честь сера Томаса Ро, друга та спонсора дослідника Люка Фокса, який подорожував тут в 1631 році. 1821 року протокою проплив капітан Вільям Перрі.
Протока є природним шляхом міграції китів. Це вперше описав в 1974 році Джилліс Росс.